# La Vie et l'Œuvre de Sigmund Freud
La Vie et l'Œuvre de Sigmund Freud est une biographie de Sigmund Freud, publiée par le psychanalyste britannique Ernest Jones. L’ouvrage original est édité en anglais en trois volumes entre 1953 et 1957 aux éditions Hogarth Press. Il est traduit en français par Anne Berman et Liliane Flournoy et publié par les Presses universitaires de France.

## Description
La biographie est organisée en trois volumes. Le premier tome évoque l'enfance et l'adolescence de Freud, sa vie personnelle et sa découverte progressive de la psychanalyse, jusqu'à L'interprétation des rêves (1900). Le deuxième tome, couvre les années 1901 à 1919, et est consacré à la maturité et à l’œuvre scientifique de Freud, à sa vie personnelle et professionnelle à Vienne et à la fondation du mouvement psychanalytique dont l'auteur est lui-même à la fois un témoin et un protagoniste. Enfin le troisième tome est partagé en deux parties, l'une qui évoque la dernière période de la vie de Freud, le cancer à partir de 1923, son travail d'écriture et sa correspondance et sa décision de s'exiler après l'annexion de l'Autriche en 1938, jusqu'à sa mort à Londres en 1939, la seconde partie, plus théorique, porte sur la relation de Freud aux domaines artistique, littéraire, ou encore religieux.
Jones reçoit l'aide de plusieurs collègues et amis, notamment Siegfried Bernfeld, Marie Bonaparte, James Strachey, Kurt Eissler. Une version abrégée, qui existe uniquement en anglais, est publiée en 1961 par Lionel Trilling et Steven Marcus.

## Réception
Ernest Jones insiste sur sa volonté d'être objectif dans la rédaction de cette biographie, tout en reconnaissant qu'il s'efforce de défendre Freud et la psychanalyse à l'égard des attaques dont ils sont la cible.
Mikkel Borch-Jacobsen et Sonu Shamdasani rappellent que Jones n'a pas eu accès aux documents et à la correspondance conservés aux archives Sigmund Freud, auxquelles l'accès était restreint, et que donc, Jones n'a pas pu vérifier un certain nombre de données. Le philosophe Richard Wollheim quant à lui observe que, « bien que Jones ait vécu dans le cercle intime de Freud pendant plusieurs décennies », il n'a pu écrire que ce qu'Anna Freud jugeait acceptable : il se trouve ainsi soumis à des pressions et à un contrôle dans l'usage des matériaux, de la part d'Anna Freud, mais également de ses collègues et amis. Le psychologue Hans Eysenck estime, dans Decline and Fall of the Freudian Empire (1985), que la biographie de Jones est « la plus célèbre », mais il considère qu'elle représente « plus une mythologie qu'une histoire », accusant Jones de supprimer des informations qui auraient pu influencer défavorablement sur Freud.
L'historien de la psychanalyse Peter Gay estime que la biographie est « magnifiquement informée », et dans sa biographie Freud, une vie, y fait référence comme à « la biographie classique de Freud », ajoutant qu'elle contient « de nombreux jugements fins », malgré un « style sans grâce » et la tendance de Jones à « séparer l'homme et l’œuvre ». Il relève particulièrement les attaques qui visent Sándor Ferenczi, notamment des allégations sur sa maladie mentale en fin de vie. E. James Lieberman et Robert Kramer estiment que Jones avait une vision partisane non seulement de Ferenczi, mais également d'Otto Rank.
Hans Eysenck décrit La Vie et l'Œuvre de Sigmund Freud comme la biographie « la plus célèbre » de Freud, mais la voit comme « plus une mythologie qu'une histoire, laissant de côté presque toutes les controverses et apportant de nombreuses modifications au portrait en supprimant des données et des éléments qui pourraient avoir une incidence défavorable sur Freud ».

## Éditions

### En anglais
- The life and work of Sigmund Freud. 
  - Vol.1. The formative years and the great discoveries: 1856-1900
  - Vol.2. Years of Maturity: 1901-1919
  - Vol.3. The Last Phase: 1919-1939

### En français
- La Vie et l'œuvre de Sigmund Freud, PUF : 
  - Tome 1 : Les jeunes années 1856-1900, trad. Anne Berman, coll. « Quadrige », 453 p.  (ISBN 978-2130556923)
  - Tome 2 : Les années de maturité 1901-1919, trad. Anne Berman, coll. « Bibliothèque de psychanalyse », 1988, 528 p.  (ISBN 978-2-13-041481-0)
  - Tome 3 : Les dernières années 1919-1939, trad. Liliane Flournoy, coll. « Bibliothèque de psychanalyse », 1990, 584 p.  (ISBN 978-2-13-043358-3)